# Serafino Vannutelli

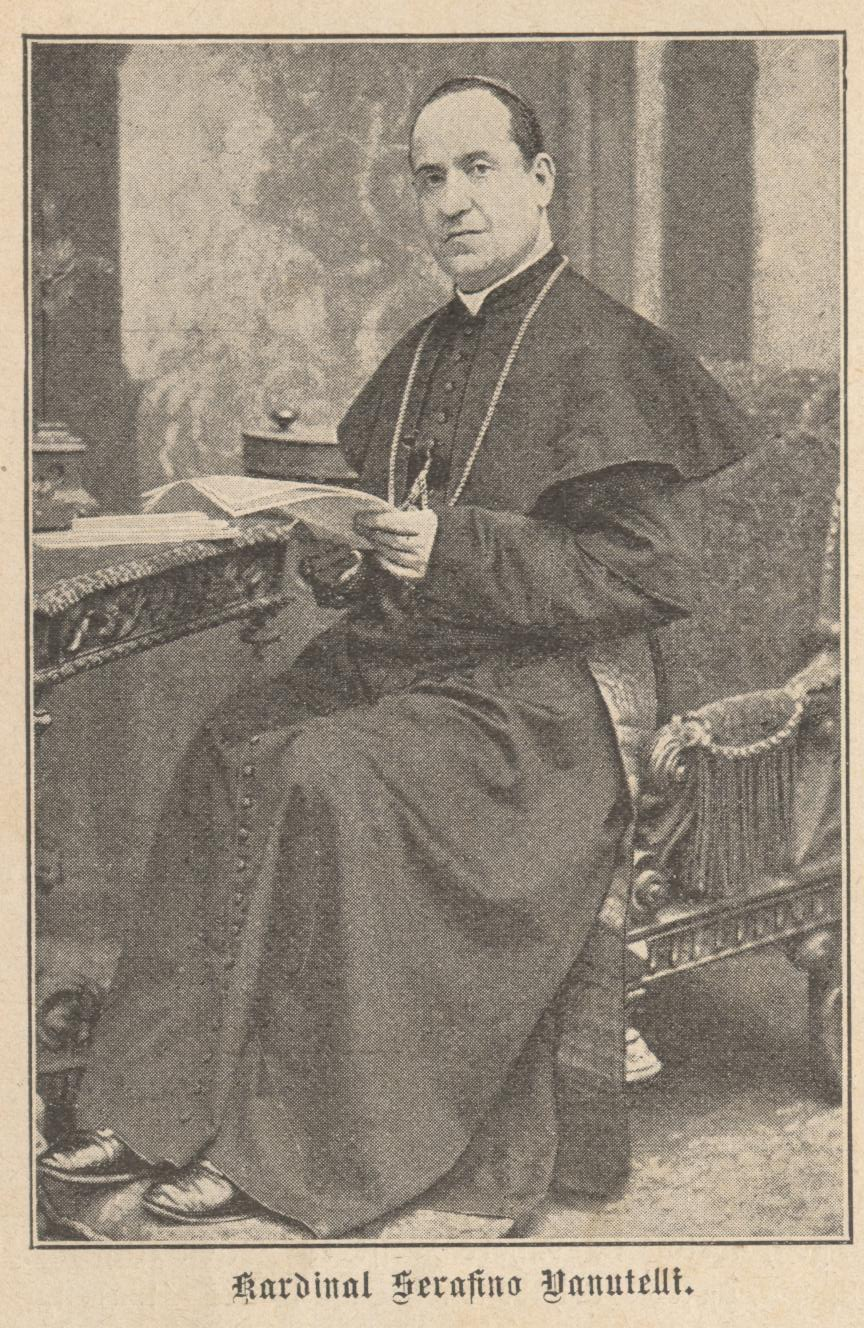
Kardinal Serafino Vannutelli, Foto um 1896

Serafino Kardinal Vannutelli (* 26. November 1834 in Genazzano, Provinz Rom, Italien; † 19. August 1915 in Rom) war ein Kurienkardinal der römisch-katholischen Kirche.

## Leben
Serafino Vannutelli empfing am 22. Dezember 1860 die Priesterweihe und war als Professor für Katholische Theologie und päpstlicher Diplomat tätig; unter anderem war er Auditor der Nuntiaturen in Mexiko (1864–1867) und in Bayern (1867–1869).
Am 25. Juni 1869 wurde er von Papst Pius IX. zum Titularerzbischof von Nicaea ernannt. Die Bischofsweihe spendete ihm am 18. Juli 1869 Costantino Patrizi Naro; Mitkonsekratoren waren Salvatore Nobili Vitelleschi, Erzbischof ad personam und Bischof von Osimo, sowie Pelagio Labastida, Erzbischof von México. Vannutelli wurde zugleich Apostolischer Delegat in mehreren lateinamerikanischen Staaten, darunter Peru und Kolumbien. 1875 wurde er Apostolischer Nuntius in Belgien und 1880 Nuntius in Österreich-Ungarn.
Papst Leo XIII. nahm ihn am 14. März 1887 als Kardinalpriester mit der Titelkirche Santa Sabina in das Kardinalskollegium auf. 1888 wurde er Präfekt der Kongregation für Ablässe und die heiligen Reliquien, 1891 Kämmerer des Heiligen Kardinalskollegiums. Ab Januar 1893 bekleidete er für sechs Monate das Amt des Erzbischofs von Bologna, bevor er zum Kardinalbischof von Frascati ernannt wurde. Von Dezember 1893 bis Oktober 1896 leitete Kardinal Vannutelli zudem als Präfekt die Indexkongregation. Am 20. November 1899 folgte die Ernennung zum Kardinalgroßpönitentiar und von 1903 bis 1908 war Vannutelli Sekretär der Kongregation der römischen und allgemeinen Inquisition, die in seinem letzten Amtsjahr von Papst Pius X. in Sanctum Officium umbenannt wurde. 1913 wurde er Dekan des Kardinalskollegiums und Kardinalbischof von Ostia-Velletri. Als solcher leitete er im Folgejahr das Konklave, das Benedikt XV. zum Papst wählte. Im Konklave von 1903 galt er als Papabile.
Vincenzo Vannutelli, sein Nachfolger als Kardinaldekan, war sein jüngerer Bruder.
Serafino Vannutelli starb am 19. August 1915 gegen ein Uhr morgens in Rom, nachdem er die Sterbesakramente empfangen hatte. Er wurde auf dem römischen Friedhof Campo Verano beigesetzt.